# Луций Домиций Агенобарб (консул 54 года до н. э.)
Лу́ций Доми́ций Агеноба́рб (лат. Lucius Domitius Ahenobarbus; 98 год до н. э. — 9 августа 48 года до н. э., при Фарсале) — древнеримский военачальник и политический деятель из плебейского рода Домициев, консул 54 года до н. э. С середины 60-х годов до н. э. был одним из руководителей наиболее консервативной части сената наряду со своим шурином Марком Порцием Катоном. Дружил с Марком Туллием Цицероном, боролся против Первого триумвирата (как правило, неудачно). Консулом стал со второй попытки, проиграв в 56 году до н. э. выборы своему врагу Гнею Помпею Великому. Позже поддержал Помпея против Гая Юлия Цезаря. В 49 году до н. э., когда началась гражданская война, сенат назначил Агенобарба наместником Галлии вместо Цезаря, но последний окружил Луция Домиция в Корфинии и заставил сдаться. Агенобарб был отпущен, тут же набрал войско и возглавил оборону Массилии, позже бежал на Балканы к Помпею. Отличался от других представителей помпеянской «партии» радикальностью взглядов: настаивал на необходимости репрессий. В битве при Фарсале командовал левым крылом армии и погиб в схватке.
Праправнуком Луция Домиция был император Нерон.

## Происхождение
Луций Домиций принадлежал к плебейскому роду, который позже, во времена Августа, был включён в состав патрициата. Согласно легенде, рассказанной Светонием, первый представитель этого рода однажды встретил «юношей-близнецов божественного вида», которые приказали ему сообщить римлянам о победе, одержанной на войне. «А в доказательство своей божественной силы они коснулись его щёк, и волосы на них из чёрных стали рыжими, медного цвета». Этот Домиций получил прозвище Агенобарб (Ahenobarbus, «рыжебородый»), ставшее когноменом для его потомков. Правнуком родоначальника был Гней Домиций Агенобарб, первым из этой семьи достигнувший консулата (в 192 году до н. э.); сыном последнего был консул-суффект 162 года до н. э., внуком — консул 122 года до н. э., а правнуком — консул 96 года до н. э., отец двух сыновей. Старший из этих двоих, Гней, погиб молодым, а младший, Луций, стал продолжателем рода.
Домиции отличались не только знатностью, но и размером состояния: Луций принадлежал к числу богатейших людей Рима.

## Биография

### Ранние годы и начало карьеры
Учитывая требования Корнелиева закона и даты прохождения Луцием Домицием высших магистратур, исследователи относят его рождение приблизительно к 98 году до н. э. Таким образом, отрочество и ранняя юность Агенобарба пришлись на гражданскую войну между сулланской и марианской «партиями». Его старшие родственники были на стороне последней; в частности, брат Луция сражался до конца в Африке, но в 81 году до н. э. был разбит Гнеем Помпеем (позже Великим) и казнён. В то же время дядя Луция, носивший то же имя, стал одной из последних жертв марианского террора: его убили прямо в сенатской курии по приказу претора Луция Юния Брута Дамасиппа, а тело сволокли крючьями в Тибр.
Луций Домиций не фигурирует в сохранившихся источниках в связи с этими событиями. Первое упоминание о нём относится только к 73 году до н. э., когда он выступил в суде как представитель римских откупщиков в их тяжбе с жителями греческого города Ороп. В 70 году до н. э. Агенобарб, «достойный во всех отношениях молодой человек», был свидетелем на процессе наместника Сицилии Гая Верреса. Выступавший в роли обвинителя Марк Туллий Цицерон задавал Луцию вопросы о связи Верреса с гетерой Хелидоной, и тот долго давал уклончивые ответы, поскольку «дорожил юношеским стыдом»; в конце концов он всё же дал ценные для обвинения показания. Источники сообщают без датировок о противодействии Агенобарба законодательной инициативе какого-то Манилия. На этот счёт существуют две версии: речь идёт либо о 66 годе до н. э. и о законе Гая Манилия, предоставившем Гнею Помпею Великому чрезвычайный империй для борьбы со средиземноморскими пиратами (Луций мог тогда занимать должность квестора, с которой начинался cursus honorum), либо о 58 годе до н. э. и законопроекте Гнея Манилия (тогда Луций был претором).
В связи с событиями последующих лет исследователи причисляют Луция Домиция к руководителям сенатской factio — олигархической группировки, которую объединяли как политические интересы, так и личные связи. Эту группировку, объединившую наиболее консервативную часть сената, возглавляли Агенобарб, брат его жены Марк Порций Катон и муж ещё одной Порции, дочери Катона, Марк Кальпурний Бибул. Эти трое нобилей, по мнению исследователя Сергея Утченко, главенствовали в сенате уже в 65 году до н. э. К тому времени Агенобарб был близким другом Цицерона, который, по собственному признанию, сделанному летом 65 года, рассчитывал в первую очередь на помощь Луция, когда добивался консулата.
В 61 году до н. э. Луций Домиций занимал должность курульного эдила и в этом качестве организовал продолжительные и роскошные игры. Гней Помпей Великий, недавно вернувшийся с Востока, решил сделать одного из своих легатов, Луция Афрания, консулом, и Агенобарб в составе factio выступил против этого. Совместно с Катоном он инициировал принятие двух сенатских постановлений, направленных, по всеобщему убеждению, против Афрания и поддерживавшего его консула текущего года Марка Пупия Пизона Фруги Кальпурниана: одно разрешало проводить обыски у должностных лиц, другое объявляло преступниками тех, в чьих домах жили «раздатчики» (люди, занимавшиеся подкупами избирателей в интересах конкретных соискателей). Тем не менее Афраний получил консулат на 60 год до н. э.
Годом позже союз с Помпеем заключил политик со скандальной репутацией Гай Юлий Цезарь, вечный соперник Бибула (это был Первый триумвират, к которому принадлежал ещё Марк Лициний Красс). Цезарь выдвинул свою кандидатуру в консулы, а Агенобарб с Крассом в пику ему поддержали Бибула и вложили огромные средства в избирательную кампанию последнего; в итоге Гай Юлий и Марк Кальпурний получили эту должность. В течение всего года (59 года до н. э.) консерваторы пытались помешать Цезарю провести реформы, но неизменно терпели неудачу.
Уже осенью (предположительно в начале октября) имело место так называемое «дело Веттия»: некто Луций Веттий заявил в народном собрании о существовании заговора, цель которого — убийство Помпея. В числе заговорщиков он назвал ряд представителей аристократической молодёжи (Гая Скрибония Куриона, Марка Юния Брута, Луция Эмилия Лепида Павла, Публия Корнелия Лентула Спинтера) и видных политиков — Агенобарба, Луция Лициния Лукулла, Марка Кальпурния Бибула. Дом Луция Домиция, по словам Веттия, был выбран как место для нападения на Помпея. Но этим показаниям никто не поверил, вскоре Веттий умер в тюрьме, и реальных последствий дело не имело. Звучали предположения, что в действительности это была провокация Цезаря, направленная в том числе против Луция Домиция.

### Высшие магистратуры

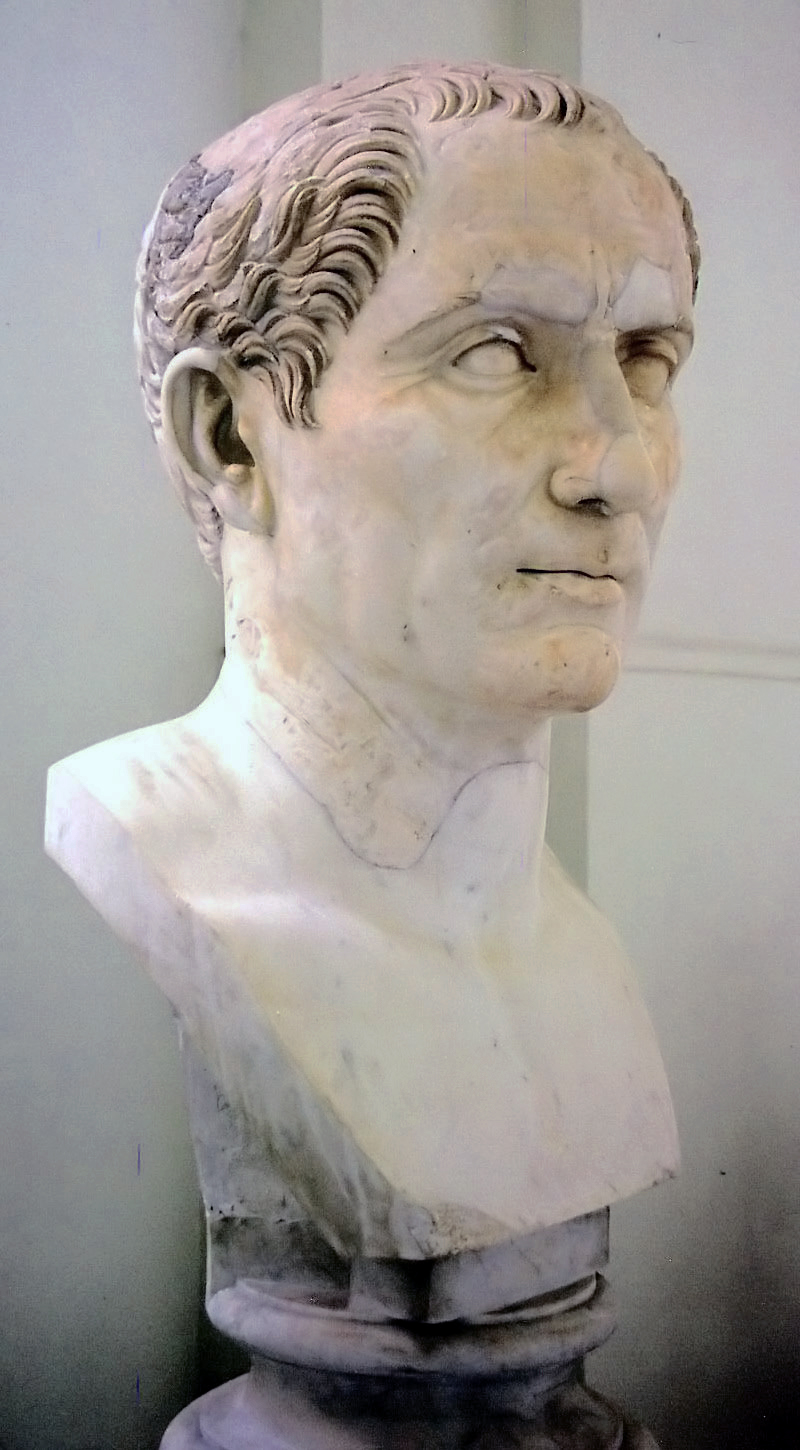
Гай Юлий Цезарь. Бюст, созданный приблизительно в правление Траяна (начало II века н. э.)

В результате выборов магистратов на 58 год до н. э. Луций Домиций получил претуру. Известно, что Цицерон, тоже враг триумвиров, в связи с этим был «полон надежд и ещё больше воодушевления». В ноябре 59 года он пишет брату Квинту: «Преторы очень дружественны мне и очень смелые граждане — Домиций, Нигидий, Меммий и Лентул. Другие тоже честные, но эти особенные». Агенобарб и Меммий сразу после вступления в должность начали борьбу за отмену всех законов, принятых Цезарем в предыдущем году. Они объявили о незаконности действий экс-консула и потребовали отменить Lex Vatinia, согласно которому Гай Юлий получил в управление на пять лет Цизальпийскую Галлию и Иллирик. «Потратив три дня в бесплодных пререканиях», Цезарь уехал в свои провинции, а сенат отказался что-то предпринимать по преторскому запросу.
Тогда же, весной 58 года до н. э., Цицерону пришлось уйти в изгнание из-за действий народного трибуна Публия Клодия. Цицерон рассчитывал, что Луций Домиций будет добиваться его возвращения, но тот так и не решился на это. В 56 году до н. э., спустя положенное по Корнелиеву закону время, Агенобарб выдвинул свою кандидатуру в консулы. Главным пунктом его предвыборной программы было лишение Цезаря всех полномочий, и эта угроза заставила триумвиров сплотиться. Помпей и Красс тоже стали соискателями; Цезарь прислал в Рим своих солдат для участия в голосовании. Развернулась ожесточённая борьба, участники которой (в первую очередь Помпей и Агенобарб) не останавливались перед нарушением закона.

В назначенный для голосования день оба они ещё с ночи пришли на собрание. Между их сторонниками началась распря, перешедшая в свалку. Кто-то ударил мечом факелоносца Домиция, и тогда все разбежались. Домиций сам с трудом спасся домой, а окровавленную одежду Помпея принесли домой другие. Такой опасности подверглись они оба.
— Аппиан Александрийский. Римская история, XIV, 17.
После этого столкновения Агенобарб подвергался у себя дома полноценной осаде до тех пор, пока Помпей и Красс не были объявлены консулами (февраль 56 года до н. э.). На следующих выборах он снова выдвинул свою кандидатуру и получил, наконец, консулат вместе с ещё одним оптиматом — патрицием Аппием Клавдием Пульхром. Его шурин Катон стал претором, и это означало резкое усиление консервативной части сената.
В качестве консула Луций Домиций продолжал требовать, чтобы Цезаря лишили его провинций, но без какого-либо успеха. Его враждебное отношение к триумвирам проявлялось и в связи с другими событиями. Так, Агенобарб способствовал осуждению помпеянца Авла Габиния, который был вынужден уйти в изгнание; когда умерла Юлия, дочь Цезаря и жена Помпея, Луций пытался помешать её погребению на Марсовом поле, но ничего не добился. В том же году он оказался замешан в масштабном политическом скандале, разгоревшемся вокруг очередных выборов. Свою кандидатуру в консулы на 53 год до н. э. выдвинул старый союзник Агенобарба Гай Меммий, а другими соискателями стали патриции Марк Эмилий Скавр и Марк Валерий Мессала Руф, плебей Гней Домиций Кальвин. Меммий и Кальвин заключили письменный договор с Луцием Домицием и Пульхром, согласно которому получали поддержку и обязывались выплатить по 40 миллионов сестерциев каждому в случае, если бы после своего избрания не смогли обеспечить им провинции по их выбору. Эта сделка стала предметом многодневных обсуждений в сенате. Меммий по требованию Помпея прочёл в сенате договор, и консулов это покрыло позором, но никаких иных последствий этот скандал для Агенобарба не имел.
В последующие годы произошло сближение factio Катона с Помпеем. Примирение последнего с Луцием Домицием произошло не позже начала 52 года до н. э.: именно тогда Агенобарб возглавил комиссию, судившую Тита Анния Милона на основании принятого Помпеем закона о насилии. Милон, признанный виновным в убийстве Клодия, был вынужден удалиться в изгнание. Известно, что в 51 году до н. э. Луций распространял по Риму слухи о поражении Цезаря в Галлии; в начале 50 года до н. э. он проголосовал в сенате за благодарственный молебен по случаю побед Цицерона в Киликии, но сделал это только в надежде, что народный трибун Гай Скрибоний Курион наложит вето на соответствующее решение. Мотивы Агенобарба в этой истории неизвестны (он был в хороших отношениях с Цицероном); возможно, он просто завидовал Марку Туллию, поскольку сам не имел никаких военных заслуг.
В 50 году до н. э. Луций Домиций поддержал своего коллегу по консулату Пульхра в его конфликте с Марком Целием Руфом. Последний, ставший его врагом, приложил все усилия, чтобы место в жреческой коллегии авгуров, освободившееся со смертью Квинта Гортензия Гортала, досталось не претендовавшему на него Агенобарбу, а стороннику Цезаря Марку Антонию. «Никогда бы у тебя не болели глаза, если бы ты увидел лицо Домиция, когда его отвергли, — написал в связи с этим Марк Целий Цицерону. — Поэтому Домиций — злейший враг мне».

### Гражданская война и гибель

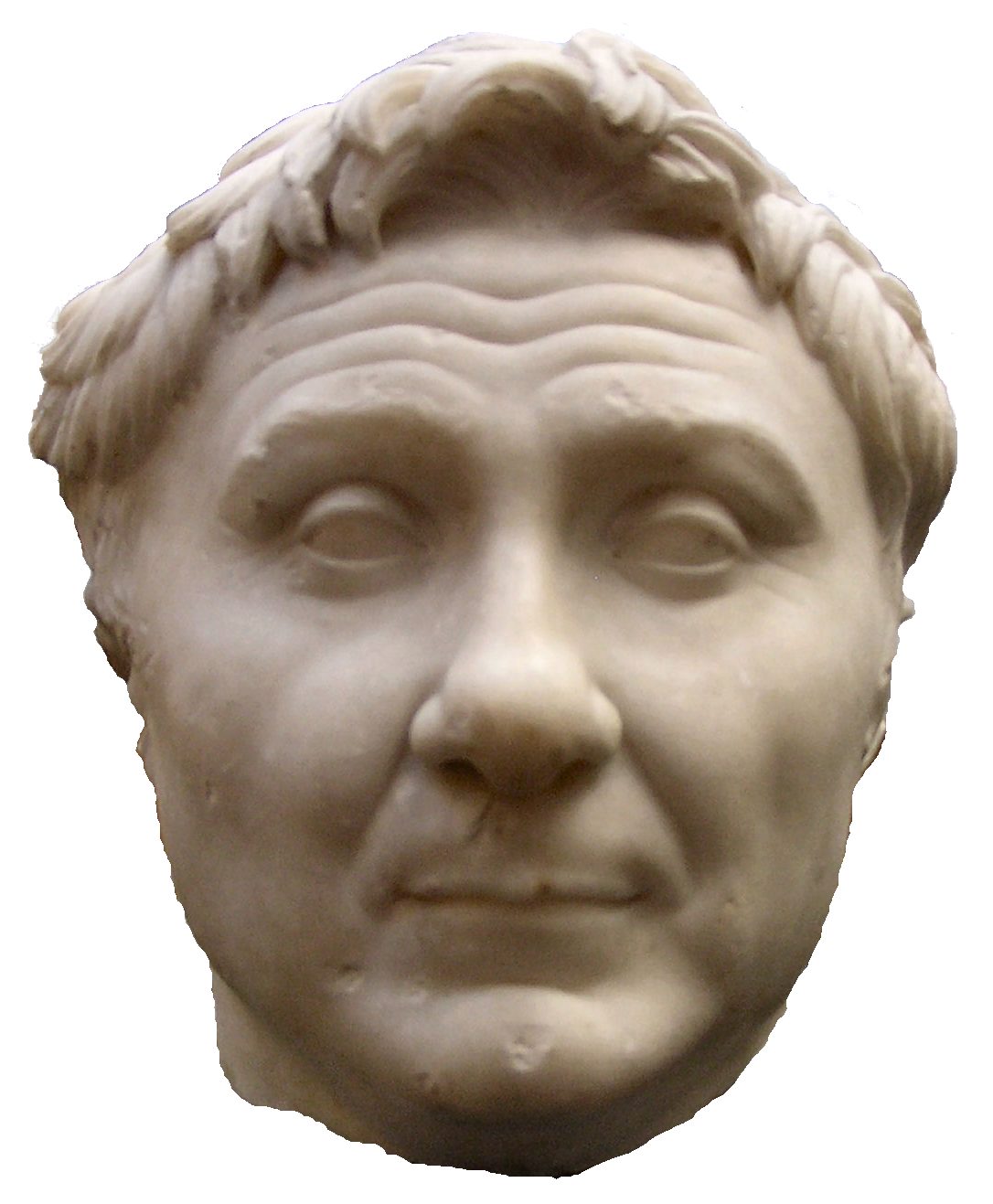
Гней Помпей Великий. Бюст из Новой глиптотеки Карлсберга в Копенгагене

В январе 49 года до н. э. произошёл открытый разрыв между Цезарем с одной стороны и Помпеем и сенатом — с другой. Сенат назначил Луция Домиция наместником всей Галлии и направил его в эту провинцию, чтобы лишить Цезаря власти. Агенобарб начал набирать войска в Центральной Италии, в землях марсов и пелигнов, но в это время Цезарь вторгся в Италию с севера. Помпеянские части, находившиеся в Пицене и Умбрии, без боя отошли в город Корфиний, к Луцию, который таким образом к 9 или 10 февраля собрал под своим началом 30 когорт, то есть около 15 тысяч легионеров. Отступать Агенобарб не собирался: он начал готовить Корфиний к осаде, пообещал своим солдатам для повышения их стойкости раздать им после победы по четыре югера земли из своих владений и обратился к Помпею за подкреплениями.
Но Помпей уже смирился с временной потерей Италии; к тому же он, по-видимому, понимал, что солдаты ненадёжны. Уже 11 или 12 февраля он приказал Луцию Домицию уводить войска на юг, на соединение с ним, а 15 и 17 февраля повторил приказ; но к этому времени Корфиний уже был окружён 52 когортами цезарианцев. Агенобарб на военном совете сказал своим офицерам, будто Помпей скоро придёт на помощь, а сам тем временем начал подготовку к бегству из осаждённого города. Поняв, что происходит, солдаты собрались на сходку, вызвали к себе командира, арестовали его и открыли ворота Цезарю (24 февраля).
Плутарх изобразил эти события в комическом ключе. По его словам, Луций Домиций, видя, что всё потеряно, потребовал у своего врача-раба яд и выпил его. «Но вскоре, услышав, что Цезарь удивительно милостив к пленным, он принялся оплакивать себя и осуждать своё слишком поспешное решение. Однако врач успокоил его, заверив, что дал ему вместо яда снотворное средство. Домиций, воспрянув духом, поспешил к Цезарю». Эту историю рассказывает, не уточняя, где и когда она происходила, и Светоний. Поражение Луция Домиция существенно ухудшило положение помпеянской партии: Цезарю сдались 15 тысяч солдат, которые с этого момента сражались на его стороне; в числе пленных оказались 50 сенаторов и множество представителей муниципальной аристократии. Всех знатных пленников, включая Агенобарба, Цезарь отпустил, впервые применив таким образом свою политику милосердия.
Получив от Цезаря свободу, Луций Домиций остался его непримиримым врагом. При этом он решил не ехать к Помпею, который мог видеть в нём виновника большого поражения. Он направился в Этрурию, в окрестности города Коза, где были сосредоточены его владения. Там Агенобарб раздобыл семь кораблей, посадил на них своих рабов, вольноотпущенников и колонов и направился в Массилию. Этот город сначала заявил о своём нейтралитете, а после прибытия Луция занял сторону помпеянцев; Агенобарб возглавил его оборону. Шедший мимо Массилии в Испанию Цезарь оставил для осады города три легиона во главе с Гаем Требонием. Ещё один его легат, Децим Юний Брут Альбин, построил флот и разбил осаждённых на море (приблизительно в июне 49 года до н. э.). Позже в Массилию прорвалась отправленная Помпеем эскадра под командованием Луция Насидия, и состоялось ещё одно сражение, но и в нём победили цезарианцы. Гай Требоний построил плотину, чтобы полностью окружить город; огромная подвижная башня была пододвинута его солдатами к крепостной стене, а потом под её прикрытием цезарианцы сделали подкоп. Когда стена начала обрушиваться, массилийцы предложили сдачу, но только после возвращения Цезаря из Испании. Требоний согласился, а в ту же ночь защитники города сделали вылазку и сожгли башню.
Тем не менее Массилия не могла долго держаться. Требоний начал восстанавливать постройки; в городе начались голод и болезни, к тому же пришли известия, что Цезарь одержал в Испании полную победу. Поэтому переговоры о сдаче возобновились, а Луций Домиций за несколько дней до капитуляции взошёл на борт корабля и, воспользовавшись бурной погодой, уплыл из гавани (конец лета 49 года до н. э.).
В следующий раз Агенобарб упоминается в источниках в связи с событиями следующего года (48 до н. э.). Тогда он был в Фессалии, в окружении Помпея. При этом с другими видными помпеянцами Луций явно не ладил: вождя «партии» он называл «при каждом удобном случае Агамемноном и царём царей», чем, по словам Плутарха, «возбудил к нему сильную зависть»; с Квинтом Цецилием Метеллом Сципионом и Публием Корнелием Лентулом Спинтером он ежедневно спорил о том, кому из троих достанется после победы должность верховного понтифика, причём спорщики «доходили до тягчайших словесных оскорблений» (отсюда исследователи делают вывод, что Луций состоял в коллегии понтификов). Источники сообщают о столкновении Агенобарба с Цицероном: «Домиций хотел назначить в начальники какого-то человека, мало способного к войне, и в своё оправдание говорил, что у того прекрасный характер и редкое благоразумие. „Что же ты не прибережёшь его в опекуны для своих детей?“» — ответил на это Цицерон. Луций Домиций, в свою очередь, обвинял Марка Туллия в трусости.
Когда на военном совете заходила речь о том, как поступать после победы в войне с людьми, сохранившими нейтралитет, Луций Домиций оказывался наиболее радикален. Он заявлял, что, по его мнению, «следует по окончании войны дать сенаторам… по три судебных таблички для произнесения приговора об отдельных лицах, которые остались в Риме, или хоть и находились в пределах областей, занятых Помпеем, но не оказывали ему военных услуг. Одна табличка должна была давать полное оправдание, другая — присуждение к смерти, третья — налагать денежный штраф». По словам Светония, Агенобарб «из всех советников Гнея Помпея… один предложил считать врагами всех, кто держался середины и ни к какой стороне не примыкал».
В решающей битве при Фарсале 9 августа 48 года до н. э. Луций Домиций командовал одним из флангов армии Помпея: согласно Лукану, правым, согласно другим источникам — левым. Он обратился в бегство вместе с прочими помпеянцами, когда исход сражения определился. Агенобарб бежал на гору, «лишился сил» и был убит всадниками Цезаря.

## Личность
Хорошо знавший Агенобарба Цицерон в одном из своих писем называет его глупым человеком. В трактате «Брут», написанном уже после смерти Луция, он пишет, что тот «не знал никакой науки, но говорил на хорошей латыни и с большой свободой». Цезарь не раз упоминает Агенобарба в своих «Записках» и не прибегает к каким-либо оценочным суждениям, но изложенные им факты характеризуют Луция однозначно негативно. Марк Целий Руф своеобразно характеризует отношение Агенобарба к своим друзьям: «Он даже никого из своих друзей не ненавидит так, как меня».
Живший позже Светоний характеризует Луция Домиция как человека «слабого духом, но грозного нрава».

## Семья
Луций Домиций был женат на Порции, дочери Марка Порция Катона Салониана и Ливии. По отцу она была правнучкой Марка Порция Катона Цензора, по матери происходила от Ливиев Друзов. Её дядей был Марк Ливий Друз, народный трибун 91 года до н. э., родным братом — Марк Порций Катон Младший, а старшей единоутробной сестрой — Сервилия, мать Марка Юния Брута.
Сыном Луция Домиция и Порции был Гней Домиций Агенобарб, консул 32 года до н. э., правнуком которого по мужской линии был император Нерон. Порция пережила мужа на три года.